# کروچ بورک
کروچ بورک (به لهستانی:  Kruczy Borek) یک روستا در لهستان است که در گمینا زاتوره واقع شده‌است.